# Test de Léger

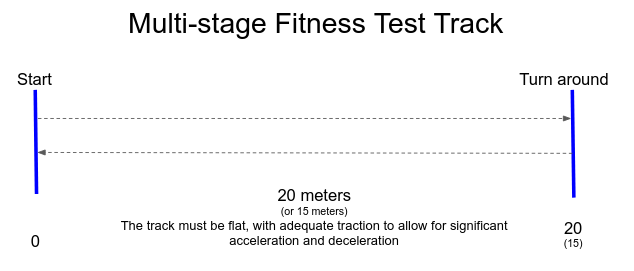
Test de Léger : se pratique sur terrain plat pour favoriser l'accélération et la décélération

Le test de Léger (autre noms : test Léger-Boucher, test navette, course navette, bip test, test Léger navette) est un test de course à pied qui permet d'évaluer l'aptitude physique aérobie d'un sujet, notamment sa consommation maximale d'oxygène (VO2max) et sa vitesse maximale aérobie (vVO2max ou VMA). Il consiste à effectuer des allers-retours jusqu'à épuisement entre deux lignes espacées de 20 mètres à une allure croissante de 0,5 km/h par paliers d'une minute. Il est souvent employé en raison de la facilité de mise en œuvre, notamment en milieu scolaire dans un gymnase, et de la similitude avec les sports collectifs comportant de nombreux arrêts et démarrages,.

## Mesures corrélées
- VO2max= (vitesseDernierPalier * 6.65 - 35.8) * 0.95 + 0.182 [3]
- VMA = VO2max / 3.5 [4]